# Спасо-Преображенський чоловічий монастир (Княжичі)

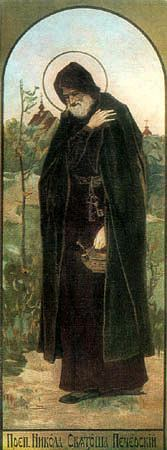
преподобний Микола Святоша (ікона Віктора Васнєцова)

Княжицький Спасо-Преображенський монастир — православна обитель у складі УПЦ МП. Знаходиться у селі Княжичі Броварського району Київської області України.

## Історія
Засновником Свято-Микільського монастиря в Києві є відомий руський (український) святий, подвижник,  молитвенник і чудотворець, преподобний Микола Святоша у миру князь Святослав.
В XII столітті воїни Орди спалили Микільський монастир разом з людьми.
Пізніше скит Свято-Микільського монастиря у селі був відновлений, на теренах Княжич розташовувались його угіддя, а згодом з'явилась і окрема обитель.
В епоху Держави Війська Запорізького і Малоросійського (Гетьманщини) село входило до складу Броварської сотні Київського, а згодом Переяславського полків і належало до одного з оплотів православ'я на Подніпров'ї, а згодом і в Київській Русі-Україні. Навколишні села (Гоголів, Требухів, Плоске, Дударків тощо) були великою мірою заселені представниками козацтва або нащадками козаків епохи Хмельниччини, згодом переведеними у статус звичайних селян. Немало їх нащадків і донині проживають в Княжичах.
1917 року храм (тоді Княжичі знаходились у складі Остерського повіту Чернігівської губернії) було повторно спалено, а монахів відправили на Соловки на каторжні роботи.
У 1940-х роках монахів повторно відправили на Соловки, а храм знову спалили. З 1980-х храм і монастир поступово почали відроджуватись, знову з'явились монахи. Активну участь у відродженні храму взяли жителі села Княжичі.
У 1990-х почалось відродження Спасо-Преображенського чоловічого монастиря. Його намісником став архімандрит Софроній (Шинкаренко), котрий до цього був настоятелем церкви села Княжичі протягом 10 років.
Восени 1992-го року за благословінням митрополита Володимира був закладений фундамент Спасо-Преображенського собору.

## Намісники
- 05.11.1998[1] - 20.06.2021 - архімандрит Софроній (Шинкаренко) (†20.06.2021), в юності співбесідник преподобних Лаврентія Чернігівського і Кукші Одеського[2].
- з 17.08.2021 - єпископ Амвросій (Вайнагій).